# Грин, Том (ультрамарафонец)
Том Грин (англ. Tom Green; род. 25 марта 1951[уточнить]) - американский ультрамарафонец. Стал первым человеком, кто пробежал всю Большую Серию Ультрараннинга. Он удостоился этого титула в то время, когда в США было только четыре трейловых 100-мильных забега.
За свои достижения он помещен в Зал Славы общества Howard County Striders, которое занимается пропагандой здорового образа жизни через бег. Как член этого общества Том пробежал более 175 ультрамарафонов.
Том известен всем как "дедушка сверхмарафонского бега" и "исконный ультрамарафонец" Он пробежал более 280 ультрамарафонов.
Учился в Конкордском университете в Западной Виргинии. По профессии Грин плотник.
Летом 2014 Том Грин пробежал 100 миль, участвуя в ультрамарафоне Вестерн Стейтс, где финишировал менее чем за 30 часов. Тогда ему было 63 года.
20 апреля 2015 Грин спиливал ветку дерева, ветка сорвалась и ударила его по голове как "бейсбольная бита". Его транспортировали в больницу, где при обследовании выяснилось, что он получил множественные переломы черепа и травму внутреннего уха. Также была задета сонная артерия. Его направили в Центр шоковой терапии в Балтимор, Мэриленд, где ввели на две недели в искусственную кому.